# Мргавет
Мргавет (арм. Մրգավետ) — село в Араратской области Армении. 

## География
Село расположено в западной части марза, при автодороге , на расстоянии 9 километров к северо-западу от города Арташат, административного центра области. Абсолютная высота — 845 метров над уровнем моря.
Климат
Климат характеризуется как семиаридный (BSk в классификации климатов Кёппена). Среднегодовая температура воздуха составляет 12,6 °C. Средняя температура самого холодного месяца (января) составляет −2,6 °С, самого жаркого месяца (июля) — 26,3 °С. Расчётная многолетняя норма атмосферных осадков — 280 мм. Наибольшее количество осадков выпадает в мае (47 мм).

## История
20 августа 1945 года село Карадаглу было переименовано в Цахкашен, а 21 октября 1967 года — в Мргавет.

## Население
Иван Шопен отмечал, что согласно сведениям из "Камерального описания", составленного в 1829-1831 годах, в селе Карадагли Гарнибасарского магала Эриванской провинции проживало 168 армян, переселившихся из Персии после заключения Туркманчайского договора (1828) сторонами Русско-персидской войны (1826—1828), и 128 мусульман ("мюгаммедан").
По данным «Сборника сведений о Кавказе» за 1880 год в селе Карадаглу Эриванского уезда по сведениям 1873 года было 38 азербайджанских и 17 армянских дворов, проживало 331 азербайджанцев (указаны как «татары»), которые были шиитами, и 106 армян григорианского вероисповедания.
По данным Кавказского календаря на 1912 год, в селе Карадаглу Эриванского уезда проживало 511 человек, в основном азербайджанцев, указанных как «татары».
| Год переписи | Население          | Население          | Население          | Население            | Население            | Население            |
| Год переписи | Наличное население | Наличное население | Наличное население | Постоянное население | Постоянное население | Постоянное население |
| Год переписи | Всего              | Мужчины            | Женщины            | Всего                | Мужчины              | Женщины              |
| ------------ | ------------------ | ------------------ | ------------------ | -------------------- | -------------------- | -------------------- |
| 2001         | 2146               | 1076               | 1070               | 2226                 | 1123                 | 1103                 |
| 2011         | 2049               | 999                | 1050               | 2084                 | 1023                 | 1061                 |